# Gaius Octavius Laenas
Gaius Octavius Laenas war ein römischer Senator und Suffektkonsul im 1. Jahrhundert sowie der Großvater des römischen Kaisers Nerva.
Laut Frontin wurde Octavius Laenas während der Amtszeit der Konsuln Paullus Fabius Persicus und Lucius Vitellius (Vater des späteren Kaisers Vitellius), das heißt im Jahr 34, zum curator aquarum ernannt und war in dieser Position als Nachfolger wohl des Marcus Cocceius Nerva für die Wasserversorgung der Stadt Rom zuständig. Dieses Amt hatte er bis zum Jahr 38 inne, als Marcus Arruntius Aquila Iulianus und Publius Nonius Asprenas Konsuln waren. Da die Funktion des curator aquarum ein konsularisches Amt war, musste sein Inhaber zuvor Konsul gewesen sein. Die Fasti Ostienses nennen für das Jahr 33 einen Gaius Octavius, der zusammen mit Lucius Salvius Otho, dem Vater des späteren Kaisers Otho, in der zweiten Jahreshälfte als Suffektkonsul die ordentlichen Konsuln Lucius Livius Ocella Servius Sulpicius Galba, später als römischer Kaiser meist nur Galba genannt, und Lucius Cornelius Sulla ablöste. Mit diesem Suffektkonsul 33 wird Gaius Octavius Laenas identifiziert.
Er erreichte als erster der Octavii Laenates den Konsulat und war daher ein homo novus. Über seine Abstammung liegen keine direkten Überlieferungen vor. Bekannt ist hingegen, dass er einen Sohn namens Octavius Laenas und eine Tochter namens Sergia Plautilla hatte. Wegen des Tochternamens nimmt man an, dass sein Vater, ein sonst unbekannter Octavius Laenas, eine Sergia, möglicherweise eine Tochter des (Sergius) Plautus, laut Arvalakten praetor peregrinus im Jahr 2, geheiratet hatte.
Seinen Sohn verheiratete Gaius Octavius Laenas mit Rubellia Bassa, der Tochter des Gaius Rubellius Blandus. Rubellia Bassa war möglicherweise eine Tochter aus der im Jahr 33 geschlossenen Ehe des Blandus mit Iulia Livia, Tochter des jüngeren Drusus und Enkelin des Kaisers Tiberius. Gaius Octavius Laenas schaffte es durch diese Heirat, eine gewisse familiäre Bindung zum julisch-claudischen Kaiserhaus zu stiften. Mit seinem Urenkel Sergius Octavius Laenas Pontianus, Konsul im Jahr 131, könnte noch im 2. Jahrhundert ein direkter Nachkomme der Claudier existiert haben.
Vor dem Jahr 30 muss seine Tochter Sergia Plautilla eine Ehe mit dem Juristen Marcus Cocceius Nerva eingegangen sein. Cocceius Nerva war ein Sohn des gleichnamigen Juristen Marcus Cocceius Nerva, Suffektkonsul um das Jahr 21, enger Vertrauter des Tiberius und Vorgänger des Octavius Laenas im Amt des curator aquarum. Aus der Ehe ging der im Jahr 30 geborene Marcus Cocceius Nerva, der spätere Kaiser Nerva, hervor. Dessen Großvater mütterlicherseits war Gaius Octavius Laenas folglich. Zudem war er auf diesem Weg auch Großvater der Cocceia, die Lucius Salvius Otho Titianus, den Bruder des Kaisers Otho, heiratete.
Geboren um die Zeitenwende, wird Gaius Octavius Laenas wahrscheinlich im Jahr 38 gestorben sein, zumindest hatten curatores aquarum ihr Amt oftmals bis zum Tod inne.